# Droits LGBT en Malaisie
Les personnes LGBT (lesbiennes, gays, bisexuels et transidentité) sont dans une situation difficile en Malaisie. Sous l'influence profonde de l'islam et d'anciennes lois coloniales britanniques, l'homosexualité est en principe illégale. Les personnes LGBT de Malaisie ont souvent été vues comme immorales et traitées comme des déviants et des criminels. Une organisation gay nationale existe cependant.

## Droit criminel
La section 377 du code pénal interdit la sodomie hétérosexuelle et homosexuelle par des châtiments de vingt ans de prison ou par des amendes et des coups de fouet. La section 337a interdit de manière plus précise les actes d'« outrage à la pudeur avec un autre homme » puni d'un ou deux ans de prison. Le travestissement en public est aussi un crime poursuivi par les lois contre l'immoralité publique.
Par exemple, en 1998, quarante-cinq travestis musulmans furent accusés de s'habiller en femmes et poursuivis, et vingt-deux personnes transgenres ont encouru des amendes et des peines de prison similaires en 1999.
Les législateurs d'État peuvent mettre en place des lois fédérales qui ne s'appliquent qu'aux malaysiens musulmans. Depuis 1993, l'État de Kelantan punit donc de mort la sodomie. En 2002, l'État de Terengganu a adopté un système légal semblable.

## Droits civiques
Il n'existe aucune loi pour interdire la discrimination en raison de l'orientation sexuelle ou de l'identité de genre. On estime que plusieurs personnes transgenres sont forcées de se prostituer pour vivre.
Au début des années 1990, un groupe appelé le Triangle Rose Malaisie (Pink Triangle Malaysia) est créé pour « apporter des informations sur le HIV/sida, faire de la prévention, soutenir des programmes de prise de conscience de la sexualité à destination des communautés vulnérables de Malaisie ».
En 1994, le gouvernement a interdit quiconque était gay, lesbienne, bisexuel ou transgenre d'apparaître dans les médias contrôlés par l'État.
Un « Mouvement volontaire anti-homosexuel du peuple » créé en 1998 fait pression pour promouvoir des lois plus strictes contre l'homosexualité, et fait partie du parti politique longtemps en place, l'United Malays National Organisation (UMNO).
En 2001, le Premier ministre malaisien Mahathir Mohamad déclare que son pays expulserait à l'avenir tout ministre ou diplomate homosexuel issu d'un pays étranger. Il avertit aussi les ministres gays de pays étrangers de ne pas amener avec eux leur partenaire lors de leur visite en Malaisie. Sa fille, Marina Mahathir, pour sa part, appelle à la fin des discriminations en raison de l'orientation sexuelle.
En 2005, le chef de la Marine royale de Malaisie (Royal Malaysian Navy) Mohd Anwar Mohd Nor a affirmé que la Marine n'accepterait jamais d'homosexuels.
En 2017, le ministère de la Santé malaisien organise un concours de vidéos de propagande contre l’homosexualité.
En octobre 2023, le gouvernement publie des consignes demandant aux organisateurs de concert de couper le courant en cas d'incident durant une performance, à la suite du baiser sur scène entre le chanteur Matty Healy et le bassiste Ross MacDonald du groupe The 1975 le 21 juillet 2023.

## Najib Razak

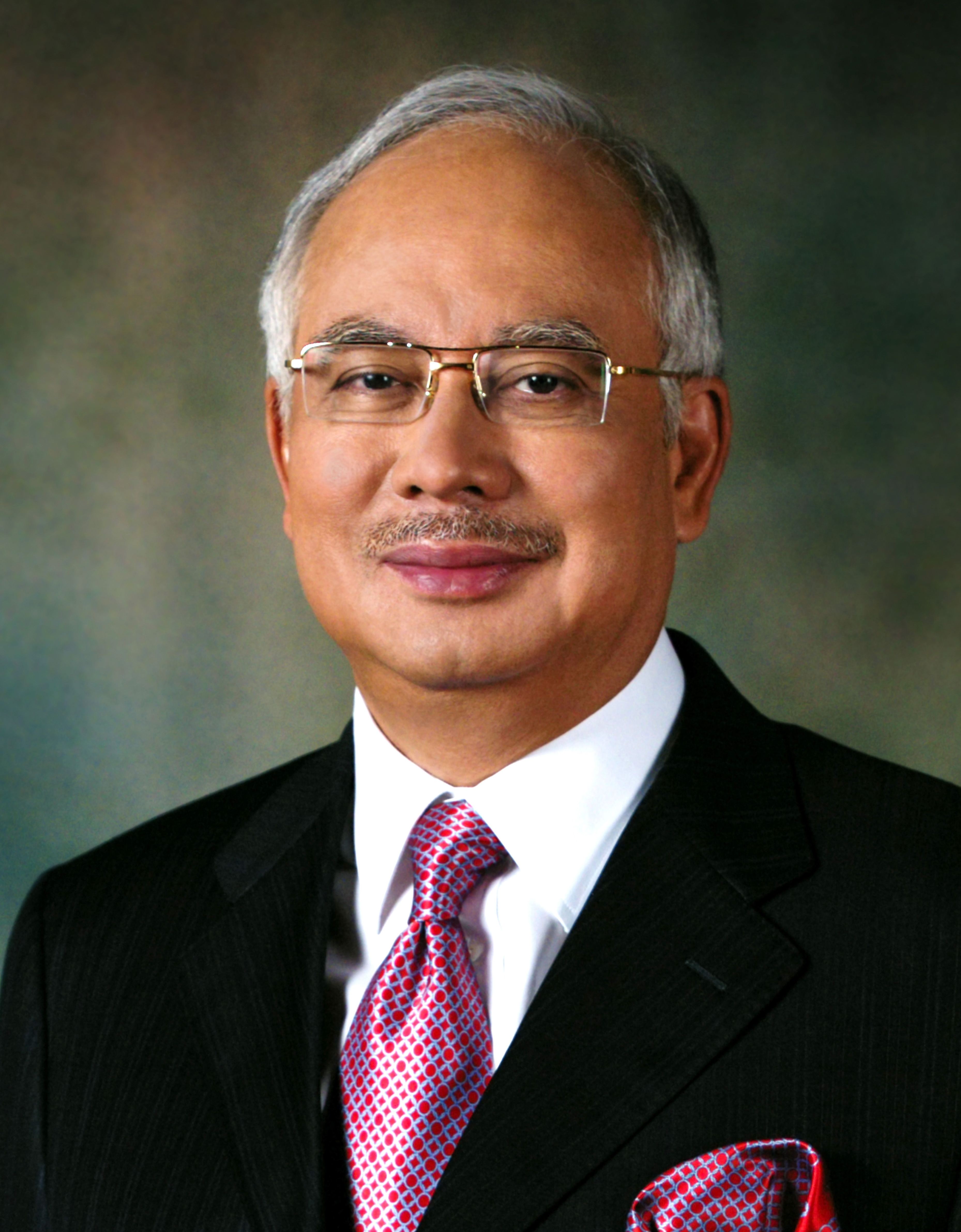
Najib Razak.

Dans deux discours prononcés les 27 juin et 19 juillet 2012 devant des groupes musulmans, Najib Razak a décrit les homosexuels comme relevant d'une « culture déviante » qui n'avait pas sa place en Malaisie. En décembre de la même année, Human Rights Watch a dénoncé les remarques de Najib Razak, affirmant que ses « actions contre les personnes LGBT sont une contradiction flagrante avec son profil autoproclamé de leader mondial modéré ». Ces actions comprennent la fermeture d'un festival de la diversité sexuelle en novembre 2011 et d'un programme gouvernemental visant à former les gens à « convertir les homosexuels ».
S'exprimant lors d'un séminaire islamique international à Selangor en août 2015, Najib Razak a soutenu que la Malaisie ne devrait pas soutenir davantage les droits des LGBT. Il a également souligné qu'en tant que pays à majorité musulmane, le gouvernement promet de faire tout ce qu'il peut pour sauvegarder et défendre les droits de l'homme, mais seulement s'ils n'entrent pas en conflit avec les enseignements islamiques. La Malaisie ne peut plus défendre des « droits de l'homme plus extrêmes » tels que les droits des homosexuels, des lesbiennes et des transgenres. Les organisations internationales de défense des droits de l'homme ont critiqué Najib Razak et l'ont mis au défi de se retirer des Nations unies s'il ne prenait pas au sérieux les questions relatives aux droits de l'homme et ne les défendait pas.

## Affaire Anwar Ibrahim
En 1998, l'homme politique Anwar Ibrahim est accusé, entre autres crimes politiques, de sodomie homosexuelle. En 2000, il est condamné à neuf ans de prison pour avoir eu des relations anales avec son chauffeur de 19 ans et son ancien directeur de cabinet. Malgré des protestations nationales et internationales, il n'a pas été relâché avant d'avoir purgé quatre années de sa peine, en 2004, quand la Cour fédérale de Malaisie l'a acquitté de toutes les accusations.
Après sa libération, Anwar a déclaré qu'il fallait que les lois criminelles nationales contre l'homosexualité soient réformées pour protéger les droits à la vie privée de tout adulte consentant, bien qu'il ait ajouté que le mariage homosexuel « allait un peu trop loin ».
En 2007, l'ancien premier ministre Mahathir Mohamad a répondu à une plainte portée par Anwar en affirmant qu'un homosexuel ne devrait pas diriger la Malaisie et qu'il savait qu'Anwar était homosexuel parce que son chauffeur et un membre de son cabinet avaient témoigné devant la cour qu'ils avaient eu des relations sexuelles avec lui.
En juillet 2008, Anwar est de nouveau arrêté, accusé de sodomie avec un ancien assistant. L'arrestation a eu lieu peu de temps après l'annonce par Anwar qu'il était en position de défier la coalition gouvernementale après les succès de l'opposition aux élections de mai. Cependant, il est relâché sur parole et gagne la campagne pour son ancien siège au Parlement, où il menait l'opposition.
Mais le 7 mars 2014, un tribunal malaisien annula l'acquittement dont il avait bénéficié en se prononçant en faveur du gouvernement qui avait fait appel de la décision de non lieu. Sa condamnation à cinq ans de prison fut confirmée par la Cour fédérale le 10 février 2015.

## VIH/sida
Étant donné que les premiers cas officiels de SIDA ont été reportés en Malaisie en 1985, le gouvernement a été poussé à promouvoir des campagnes d'éducation et de prévention après que des experts eurent émis l'hypothèse que le nombre de Malaisiens touchés par le VIH serait de 300 000 en 2015.
En 2006, le gouvernement a lancé une nouvelle campagne publique qui inclut des programmes de thérapie et de renouvellement des seringues pour les usagers de drogues, et des médicaments gratuitement fournis par les cliniques du gouvernement. Cependant, les discussions publiques sur la sexualité demeurent un sujet tabou. En 2007, il a été interdit au ministère de la santé malaisien de soutenir l'usage de préservatifs pour prévenir la transmission de la maladie, sous le prétexte qu'une telle campagne conduirait à considérer que le gouvernement soutenait les relations sexuelles en dehors du mariage.